# Youtube Awards
Youtube Awards var en utmärkelse som delades ut åren 2007 och 2008 till skapare av populära videor som publicerats på Youtube. Nomineringen sköttes av Youtube, medan vinnarna röstades fram av webbplatsens användare.